# Геннінг Шенфельд
Геннінг Шенфельд (нім. Henning Schönfeld; 19 травня 1894, Штеттін — 11 березня 1958, Бонн) — німецький воєначальник, генерал-майор вермахту. Кавалер Лицарського хреста Залізного хреста.

## Біографія
12 лютого 1912 року вступив в уланський полк «Великий герцог Фрідріх Баденський» (Рейнський) №7. Учасник Першої світової війни. У вересні 1918 року звільнений у відставку. 1 жовтня 1934 року повернувся в армію. З 10 листопада 1938 року — командир 20-го розвідувального дивізіону 20-ї моторизованої дивізії. Учасник Польської і Французької кампаній. З 24 червня 1940 року — керівник групи Управління моторизованих частин ОКГ. З 1 березня 1943 року — командир 29-го гренадерського полку 3-ї танково-гренадерської дивізії, з 21 вересня 1944 року — 2-ї танкової дивізії. 14 грудня 1944 року відправлений в резерв і більше не отримав призначень. В 1945 році взятий в полон британськими військами. В 1947 році звільнений. Жив в Штутгарті.

## Звання
- Фанен-юнкер (12 лютого 1912)
- Лейтенант (18 серпня 1913; патент від 19 серпня 1911)
- Оберлейтенант (5 жовтня 1916)
- Ротмістр запасу (вересень 1918)
- Майор (1 січня 1937)
- Оберстлейтенант (1 червня 1940)
- Оберст (1 квітня 1942)
- Генерал-майор (1 грудня 1944)

## Нагороди
- Залізний хрест 2-го і 1-го класу
- Нагрудний знак «За поранення» в чорному
- Почесний хрест ветерана війни з мечами
- Медаль «За вислугу років у Вермахті» 4-го і 3-го класу (12 років)
- Застібка до Залізного хреста
  - 2-го класу (13 вересня 1939)
  - 1-го класу (2 жовтня 1939)
- Нагрудний знак «За танкову атаку» в бронзі (червень 1940)
- Лицарський хрест Залізного хреста (15 серпня 1940)